# Andrian Zbîrnea
Andrian Zbîrnea, né le 12 mai 1990, est un haltérophile moldave.

## Palmarès

### Championnats d'Europe
- 2015 à Tbilissi
  -  Médaille d'argent en moins de 105 kg Disqualifié.